# Keriyuru, Hunsur
Keriyuru là một làng thuộc tehsil Hunsur, huyện Mysore, bang Karnataka, Ấn Độ.